# 茨城県第5区
茨城県第5区（いばらきけんだい5く）は、日本の衆議院議員総選挙における選挙区。1994年（平成6年）の公職選挙法改正で設置。

## 区域

### 現在の区域
2013年（平成25年）公職選挙法改正以降の区域は以下のとおりである。2013年の区割変更に伴い、那珂郡は4区から5区に移行した。
- 日立市
- 高萩市
- 北茨城市
- 那珂郡

### 2013年以前の区域
1994年（平成6年）公職選挙法改正から2013年の小選挙区改定までの区域は以下のとおりである。地名は1994年（平成6年）当時のもの。
- 日立市
- 高萩市
- 北茨城市
- 多賀郡

多賀郡は2004年（平成16年）に日立市に編入されたため、2013年時点では存在していない。

## 歴史
中選挙区時代の茨城2区では自由民主党の塚原俊郎・塚原俊平親子と梶山静六が日本社会党の候補と議席を争い、3人とも当選するという構図が続いていた。小選挙区制導入後は4区とこの5区に分割され、梶山は4区より立候補。当区では引き続き塚原俊平と日立労組出身で社会党系の大畠が争う形となり、第41回衆議院議員総選挙では時の第1次橋本内閣で通商産業大臣を務めていた塚原俊平が大畠を1万5000票以上の大差で破った。しかし、塚原俊平は1997年12月19日に心筋梗塞のため50歳の若さで急逝。それに伴う補欠選挙では、茨城県議会議員の岡部英男が自民党公認で当選した。大畠はこの補欠選挙には出馬しなかったものの、続く第42回衆議院議員総選挙では岡部を3,620票差で下し、初めて選挙区での議席を得た。一方、岡部は僅差だったものの比例北関東ブロックでの単独立候補者が多かったため議席を失った。以降、大畠は第47回衆議院議員総選挙まで連勝を続けた。第44回衆議院議員総選挙では郵政解散に伴う自民党への追い風を受けた岡部に4,655票差まで迫られたものの、議席を死守している。東日本大震災発生当時は国土交通大臣として所謂「くしの歯作戦」による道路復旧に携わったことによる知名度もあり、民主党に猛烈な逆風が吹いた第46回衆議院議員総選挙においても大畠が自民新人の石川昭政を9,301票差で退け議席を守った。選挙での強さが評価され、大畠は2013年に民主党幹事長に就任した。第47回衆議院議員総選挙でも大畠が勝利したが、石川も6,956票差と前回よりも差を詰めて比例復活した。大畠が引退して迎えた2017年の第48回衆議院議員総選挙では石川が大畠の後継である希望の党の浅野哲に5,352票差で競り勝ち、自民党としては17年ぶりの小選挙区勝利となった。第49回衆議院議員総選挙では国民民主党に移籍して再び日立労組の支持を受けた浅野が7,495票差で勝利し、石川は比例復活となった。第50回衆議院議員総選挙でも浅野が連勝し、石川は自民党の裏金問題の影響もあって大差を付けられ比例復活もできなかった。

## 小選挙区選出議員
| 選挙名                   | 年     | 当選者   | 党派       | 備考                  |
| ------------------------ | ------ | -------- | ---------- | --------------------- |
| 第41回衆議院議員総選挙   | 1996年 | 塚原俊平 | 自由民主党 |                       |
| 第41回衆議院議員補欠選挙 | 1998年 | 岡部英男 | 自由民主党 | ※塚原俊平死去に伴う。 |
| 第42回衆議院議員総選挙   | 2000年 | 大畠章宏 | 民主党     |                       |
| 第43回衆議院議員総選挙   | 2003年 | 大畠章宏 | 民主党     |                       |
| 第44回衆議院議員総選挙   | 2005年 | 大畠章宏 | 民主党     |                       |
| 第45回衆議院議員総選挙   | 2009年 | 大畠章宏 | 民主党     |                       |
| 第46回衆議院議員総選挙   | 2012年 | 大畠章宏 | 民主党     |                       |
| 第47回衆議院議員総選挙   | 2014年 | 大畠章宏 | 民主党     |                       |
| 第48回衆議院議員総選挙   | 2017年 | 石川昭政 | 自由民主党 |                       |
| 第49回衆議院議員総選挙   | 2021年 | 浅野哲   | 国民民主党 |                       |
| 第50回衆議院議員総選挙   | 2024年 | 浅野哲   | 国民民主党 |                       |

## 選挙結果
時の内閣：第1次石破内閣 解散日：2024年10月9日 公示日：2024年10月15日
当日有権者数：23万2960人 最終投票率：52.56%（前回比：0.74%） （全国投票率：53.85%（2.08%））
| 当落 | 候補者名 | 年齢 | 所属党派   | 新旧 | 得票数   | 得票率 | 惜敗率 | 推薦・支持 | 重複 |
| ---- | -------- | ---- | ---------- | ---- | -------- | ------ | ------ | ---------- | ---- |
| 当   | 浅野哲   | 42   | 国民民主党 | 前   | 64,351票 | 53.69% | ――     |            | ○    |
|      | 石川昭政 | 52   | 自由民主党 | 前   | 46,717票 | 38.98% | 72.60% |            | ○    |
|      | 千葉達夫 | 42   | 日本共産党 | 新   | 8,781票  | 7.33%  | 13.65% |            |      |

時の内閣：第1次岸田内閣 解散日：2021年10月14日 公示日：2021年10月19日
当日有権者数：24万1755人 最終投票率：53.30%（前回比：1.19%） （全国投票率：55.93%（2.25%））
| 当落 | 候補者名   | 年齢 | 所属党派   | 新旧 | 得票数   | 得票率 | 惜敗率 | 推薦・支持 | 重複 |
| ---- | ---------- | ---- | ---------- | ---- | -------- | ------ | ------ | ---------- | ---- |
| 当   | 浅野哲     | 39   | 国民民主党 | 前   | 61,373票 | 48.49% | ――     |            | ○    |
| 比当 | 石川昭政   | 49   | 自由民主党 | 前   | 53,878票 | 42.57% | 87.79% |            | ○    |
|      | 飯田美弥子 | 61   | 日本共産党 | 新   | 8,061票  | 6.37%  | 13.13% |            |      |
|      | 田村弘     | 49   | 無所属     | 新   | 3,248票  | 2.57%  | 5.29%  |            | ×    |

時の内閣：第3次安倍第3次改造内閣 解散日：2017年9月28日 公示日：2017年10月10日
当日有権者数：24万9839人 最終投票率：52.11%（前回比：0.23%） （全国投票率：53.68%（1.02%））
| 当落 | 候補者名 | 年齢 | 所属党派   | 新旧 | 得票数   | 得票率 | 惜敗率 | 推薦・支持 | 重複 |
| ---- | -------- | ---- | ---------- | ---- | -------- | ------ | ------ | ---------- | ---- |
| 当   | 石川昭政 | 45   | 自由民主党 | 前   | 61,450票 | 48.17% | ――     |            | ○    |
| 比当 | 浅野哲   | 35   | 希望の党   | 新   | 56,098票 | 43.97% | 91.29% |            | ○    |
|      | 川崎篤子 | 64   | 日本共産党 | 新   | 10,027票 | 7.86%  | 16.32% |            |      |

時の内閣：第2次安倍改造内閣 解散日：2014年11月21日 公示日：2014年12月2日
当日有権者数：24万9720人 最終投票率：51.88% （全国投票率：52.66%（6.66%））
| 当落 | 候補者名 | 年齢 | 所属党派   | 新旧 | 得票数   | 得票率 | 惜敗率 | 推薦・支持 | 重複 |
| ---- | -------- | ---- | ---------- | ---- | -------- | ------ | ------ | ---------- | ---- |
| 当   | 大畠章宏 | 67   | 民主党     | 前   | 60,688票 | 48.30% | ――     |            | ○    |
| 比当 | 石川昭政 | 42   | 自由民主党 | 前   | 53,732票 | 42.76% | 88.54% |            | ○    |
|      | 福田明   | 58   | 日本共産党 | 新   | 11,239票 | 8.94%  | 18.52% |            |      |

時の内閣：野田第3次改造内閣 解散日：2012年11月16日 公示日：2012年12月4日 （全国投票率：59.32%（9.96%））
| 当落 | 候補者名 | 年齢 | 所属党派   | 新旧 | 得票数   | 得票率 | 惜敗率 | 推薦・支持   | 重複 |
| ---- | -------- | ---- | ---------- | ---- | -------- | ------ | ------ | ------------ | ---- |
| 当   | 大畠章宏 | 65   | 民主党     | 前   | 61,142票 | 49.30% | ――     | 国民新党推薦 | ○    |
| 比当 | 石川昭政 | 40   | 自由民主党 | 新   | 51,841票 | 41.80% | 84.79% |              | ○    |
|      | 福田明   | 56   | 日本共産党 | 新   | 11,043票 | 8.90%  | 18.06% |              |      |

時の内閣：麻生内閣 解散日：2009年7月21日 公示日：2009年8月18日 （全国投票率：69.28%（1.77%））
| 当落 | 候補者名 | 年齢 | 所属党派   | 新旧 | 得票数   | 得票率 | 惜敗率 | 推薦・支持 | 重複 |
| ---- | -------- | ---- | ---------- | ---- | -------- | ------ | ------ | ---------- | ---- |
| 当   | 大畠章宏 | 61   | 民主党     | 前   | 91,855票 | 61.27% | ――     |            | ○    |
|      | 岡部英明 | 50   | 自由民主党 | 前   | 54,541票 | 36.38% | 59.38% |            | ○    |
|      | 野口航太 | 33   | 幸福実現党 | 新   | 3,513票  | 2.34%  | 3.82%  |            |      |

時の内閣：第2次小泉改造内閣 解散日：2005年8月8日 公示日：2005年8月30日 （全国投票率：67.51%（7.65%））
| 当落 | 候補者名 | 年齢 | 所属党派   | 新旧 | 得票数   | 得票率 | 惜敗率 | 推薦・支持 | 重複 |
| ---- | -------- | ---- | ---------- | ---- | -------- | ------ | ------ | ---------- | ---- |
| 当   | 大畠章宏 | 57   | 民主党     | 前   | 74,753票 | 49.39% | ――     |            | ○    |
| 比当 | 岡部英明 | 46   | 自由民主党 | 新   | 70,098票 | 46.31% | 93.77% |            | ○    |
|      | 藤田邦良 | 54   | 日本共産党 | 新   | 6,511票  | 4.30%  | 8.71%  |            |      |

時の内閣：第1次小泉第2次改造内閣 解散日：2003年10月10日 公示日：2003年10月28日 （全国投票率：59.86%（2.63%））
| 当落 | 候補者名 | 年齢 | 所属党派   | 新旧 | 得票数   | 得票率 | 惜敗率 | 推薦・支持 | 重複 |
| ---- | -------- | ---- | ---------- | ---- | -------- | ------ | ------ | ---------- | ---- |
| 当   | 大畠章宏 | 56   | 民主党     | 前   | 74,407票 | 52.71% | ――     |            | ○    |
|      | 岡部英明 | 44   | 自由民主党 | 新   | 59,090票 | 41.86% | 79.41% |            | ○    |
|      | 大内智子 | 26   | 日本共産党 | 新   | 7,667票  | 5.43%  | 10.30% |            |      |

時の内閣：第1次森内閣 解散日：2000年6月2日 公示日：2000年6月13日 （全国投票率：62.49%（2.84%））
| 当落 | 候補者名   | 年齢 | 所属党派   | 新旧 | 得票数   | 得票率 | 惜敗率 | 推薦・支持 | 重複 |
| ---- | ---------- | ---- | ---------- | ---- | -------- | ------ | ------ | ---------- | ---- |
| 当   | 大畠章宏   | 52   | 民主党     | 前   | 65,995票 | 45.73% | ――     |            | ○    |
|      | 岡部英男   | 71   | 自由民主党 | 前   | 62,375票 | 43.22% | 94.51% |            | ○    |
|      | 武藤博光   | 38   | 自由党     | 新   | 8,177票  | 5.67%  | 12.39% |            |      |
|      | 大曽根勝正 | 57   | 日本共産党 | 新   | 7,773票  | 5.39%  | 11.78% |            |      |

当日有権者数：人　最終投票率：%

| 当落 | 候補者名 | 年齢 | 所属党派   | 新旧 | 得票数   | 得票率 | 推薦・支持 |
| ---- | -------- | ---- | ---------- | ---- | -------- | ------ | ---------- |
| 当   | 岡部英男 | 69   | 自由民主党 | 新   | 59,084票 | 76.34% |            |
|      | 藤田邦良 | 46   | 日本共産党 | 新   | 13,108票 | 16.94% |            |
|      | 高木豊   | 55   | 無所属     | 新   | 5,206票  | 6.73%  |            |

時の内閣：第1次橋本内閣 解散日：1996年9月27日 公示日：1996年10月8日 （全国投票率：59.65%（8.11%））
| 当落 | 候補者名 | 年齢 | 所属党派   | 新旧 | 得票数   | 得票率 | 惜敗率 | 推薦・支持 | 重複 |
| ---- | -------- | ---- | ---------- | ---- | -------- | ------ | ------ | ---------- | ---- |
| 当   | 塚原俊平 | 49   | 自由民主党 | 前   | 69,369票 | 51.55% | ――     |            | ○    |
| 比当 | 大畠章宏 | 49   | 民主党     | 前   | 53,497票 | 39.75% | 77.12% |            | ○    |
|      | 藤田邦良 | 45   | 日本共産党 | 新   | 9,698票  | 7.21%  | 13.98% |            |      |
|      | 高木豊   | 54   | 無所属     | 新   | 2,007票  | 1.49%  | 2.89%  |            | ×    |